# Banda Calypso (álbum)
Banda Calypso é o álbum de estreia da banda musical brasileira de mesmo nome, lançado em novembro de 1999 através da gravadora independente Calypso Produções (pertencente à própria banda). Do disco, quatro canções foram selecionadas como singles: "Vendaval", "Dois Corações", "Disse Adeus" e o hit "Dançando Calypso". Porém, foi a canção "Loirinha", interpretada pelo vocalista de apoio do grupo, que impulsionou às vendas do álbum ao começar a ser executada em demasia pelas estações de rádio do nordeste brasileiro. O disco recebeu certificação de platina e vendeu mais de 500 mil cópias.

## Antecedentes e lançamento
Em 1998, a cantora Joelma deixou os vocais da banda que integrava – a Banda Fazendo Arte – e despertou interesse em gravar um álbum solo. Mais tarde, conheceu o guitarrista e produtor musical Ximbinha durante um almoço na residência do cantor e compositor Kim Marques. Na ocasião, Joelma estava a procura de um produtor musical para se responsabilizar pela produção de seu disco, convidando Ximbinha para produzí-lo. Logo depois de se conhecerem e concluírem o álbum, começaram a namorar e não queriam a divisão no ramo profissional por conta da relação. Em 1999, à vista disso, decidiram formar, juntos, uma banda musical, batizada de Banda Calypso.
O álbum de estreia da banda, a princípio, foi difícil para ser lançado. O trabalho de Joelma e Ximbinha foi recusado por diversas gravadoras, até que conseguiram uma parceria que proporcionou a fabricação de mil unidades da obra, que foram vendidas em uma semana.

## Desempenho comercial
Em setembro de 2000, o álbum chegou a marca de mais de 150 mil cópias vendidas, garantindo à banda a certificação de disco de ouro, recebido no Programa Raul Gil, em 2001. Em 2002, chegou a marca de mais de 250 mil exemplares adquiridos. No ano seguinte, já haviam sido comercializadas mais de 500 mil unidades, o que elevou a certificação para platina. Segundo o Diário do Pará e o Jornal do Commercio, o álbum vendera 1,2 milhão de cópias.

## Promoção
O primeiro show de divulgação do álbum, bem como o primeiro do grupo, ocorreu em junho do mesmo ano, em uma pequena casa noturna em Belém, conhecida como Xodó. Além disso, eles foram ao Programa Carlos Santos, exibido em uma emissora local do nordeste brasileiro, por onde executaram "Vendaval"; essa tornou-se a primeira aparição da Banda Calypso na televisão.

## Lista de faixas
| Edição padrão |                     |                              |         |  |
| N.º           | Título              | Compositor(es)               | Duração |  |
| 1.            | "Vendaval"          | Adilson Ribeiro              | 2:49    |  |
| 2.            | "Dançando Calypso"  | Josiel Carvalho Carla Maués  | 3:11    |  |
| 3.            | "Anjo do Prazer"    | Nilk Oliveira                | 3:50    |  |
| 4.            | "Solidão"           | Tonny Brasil Tarcísio França | 3:18    |  |
| 5.            | "Solos da Paixão"   | Nilk Oliveira                | 3:39    |  |
| 6.            | "Sem Você"          | Ximbinha Tonny Brasil        | 2:41    |  |
| 7.            | "Amor nas Estrelas" | Edilson Morenno              | 3:37    |  |
| 8.            | "Dois Corações"     | Tonny Brasil                 | 3:06    |  |
| 9.            | "Disse Adeus"       | Ximbinha Tonny Brasil        | 3:44    |  |
| 10.           | "Amor Bandido"      | Tonny Brasil                 | 2:55    |  |
| 11.           | "Deusa da Paixão"   | Nilk Oliveira                | 3:25    |  |
| 12.           | "Feito Tatuagem"    | Adilson Ribeiro              | 3:22    |  |

| Edição relançada |            |                                       |         |  |
| N.º              | Título     | Compositor(es)                        | Duração |  |
| 13.              | "Loirinha" | Ronaldo Bahia                         | 4:06    |  |
| 14.              | "Rubi"     | Júnior Neves                          | 3:33    |  |
| 15.              | "Brega Fó" | Ximbinha Edilson Morenno Tonny Brasil | 3:13    |  |

## Vendas e certificações
| País   | Certificação | Vendas  |
| ------ | ------------ | ------- |
| Brasil | Platina      | 500 000 |